# Val-de-Vesle
Val-de-Vesle är en kommun i departementet Marne i regionen Grand Est (tidigare regionen Champagne-Ardenne) i nordöstra Frankrike. Kommunen ligger i kantonen Verzy som tillhör arrondissementet Reims. År 2022 hade Val-de-Vesle 992 invånare.

## Befolkningsutveckling
Antalet invånare i kommunen Val-de-Vesle
| Referens: INSEE |